# بستناك (ألبوم)
بستناك: هو الألبوم الخامس للمطربة اللبنانية إليسا. تم طرحه في 16 فبراير 2006، حقق  الألبوم مبيعات تجاوزت 3.7 مليون نسخة حسب إحصاءات روتانا حتى أكتوبر 2006، وحازت عنه للمرة الثانية على التوالي على جائزة الموسيقى العالمية عن فئة الفنان الأكثر مبيعا في الشرق الأوسط وشمال أفريقيا.
ذكرت روتليدج البحثية إليسا ضمن المغنين الأكثر شعبية في العالم لعام 2006.وفي ديسمبر 2006، تعاقدت إليسا مع نظارات فوغ لدعم المنتج وترويجه. وفي مايو 2007، أعلنت شركة لازوردي للمجوهرات بأن إليسا أصبحت سفيرة لازوردي التجارية ومجلس الذهب العالمي،وظلت إليسا الوجه الإعلاني للشركة في عدة إعلانات تجارية حتى العام 2016.وفي مايو 2007، صدر عطر إليسا الأول، " Elle d’Elissa".

## قائمة الأغاني
ضم الألبوم 12 أغنية، ومازال الألبوم يحقق مئات ملايين المشاهدات على يوتيوب، ومن الأغاني: (لو تعرفوه - أكثر من 45 مليون مشاهدة)، (فاتت سنين - أكثر من 30 مليون مشاهدة)،(كرمالك - أكثر من 30 مليون مشاهدة).وقد نُقلت العديد من أغاني الألبوم إلى لغات عديدة، حيث نقلت أغنية بستناك إلى اللغة التركية، ونسختين باللغة الهندية. كما نقلت أغنية فاتت سنين إلى التركية، ونسخة بالمصرية لحمو بيكا. ونقلت أغنية كرمالك إلى التركية. كما نقلت أغنية حكايتي معك إلى البلغارية، ونقلت أغنية لو تعرفوه إلى التركية.
| العنوان       | كلمات         | ألحان       | توزيع                 | المدة |
| ------------- | ------------- | ----------- | --------------------- | ----- |
| بستناك        | فيصل همامي    | تامر علي    | داني حلو، تميم        | 3:57  |
| كرمالك        | مروان خوري    | مروان خوري  | كلود شلهوب            | 4:58  |
| فاتت سنين     | محمد حامد     | تامر علي    | داني حلو، تميم        | 4:06  |
| ذنبي أنا      | مروان خوري    | مروان خوري  | داني حلو              | 4:37  |
| بعيش على حسك  | نادر عبد الله | ياسر نور    | ميشال فاضل            | 4:22  |
| طلوب تمنى     | نزار فرنسيس   | سمير صفير   | ميشال فاضل            | 4:22  |
| تعا           | إلياس ناصر    | جورج كرم    | ميشال فاضل            | 4:36  |
| متخافش مني    | نادر عبد الله | ياسر نور    | ميشال فاضل، خالد نبيل | 4:20  |
| حكايتي معك    | نادر عبد الله | تامر عاشور  | مازن سبليني           | 5:19  |
| لو بصيت قدامك | نادر عبد الله | محمد الصاوي | ميشال فاضل            | 4:05  |
| لو كان        | منير بو عساف  | نهاد نجار   | ميشال فاضل            | 4:37  |
| لو تعرفوه     | نادر عبد الله | نادر نور    | هاني سبليني           | 4:13  |